# Tschüi (Fluss)
Der 1067 km lange Tschüi (kirgisisch Чүй; kasachisch Шу Schu; russisch Чу Tschu) ist ein Fluss im nördlichen Kirgisistan und südöstlichen Kasachstan (Zentralasien).

## Geografie

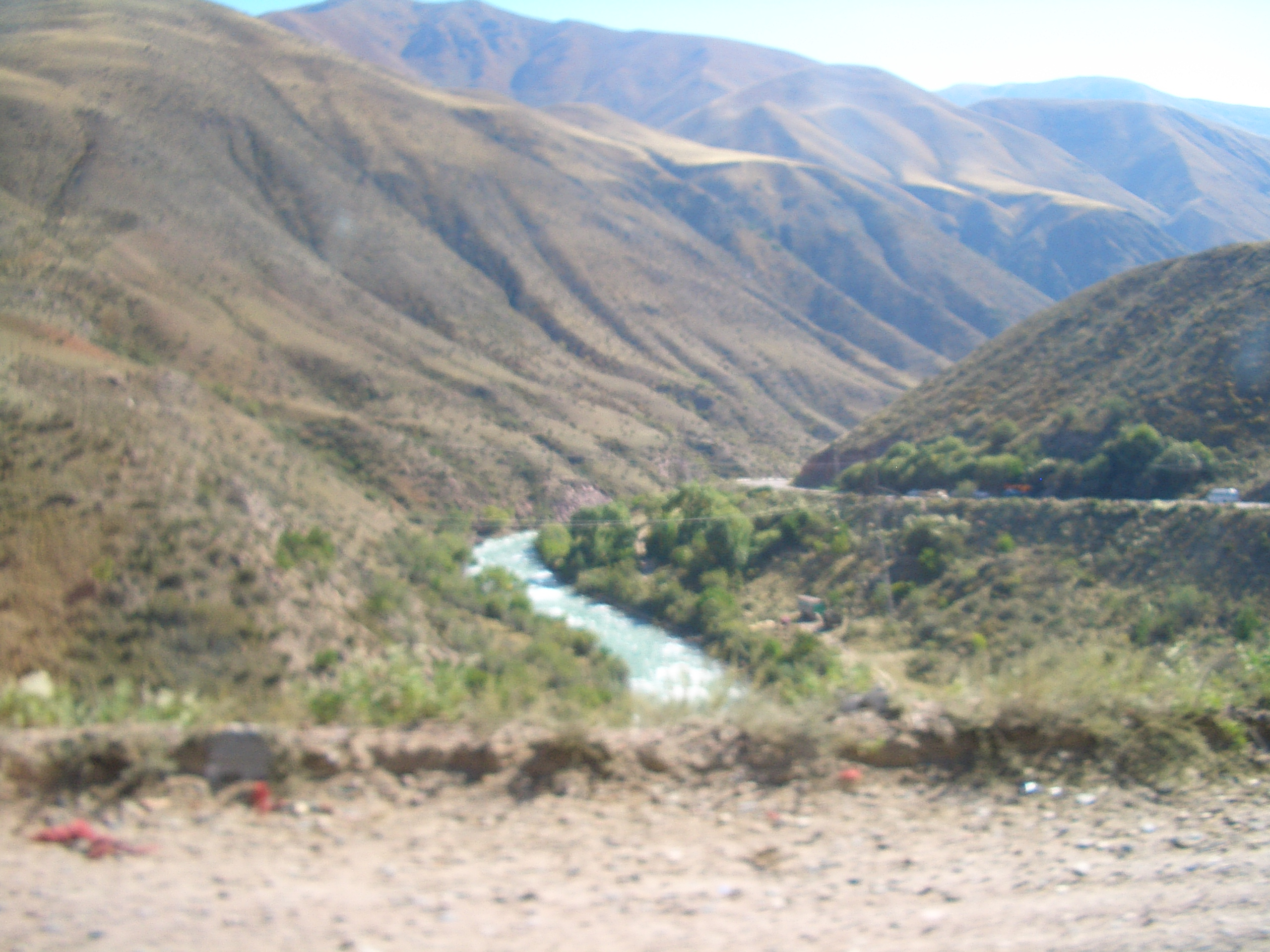
Der Tschüi, bevor er die Boom-Schlucht verlässt und in das Tschüi-Tal eintritt

Oberlauf: Er entsteht am Südostfuß des Kirgisischen Gebirges oberhalb des Orto-Tokoi-Stausees (47 km³ maximales Stauvolumen) aus der Vereinigung seiner Quellflüsse (Dschoon-Aryk und Kotschkor) und steuert vorerst auf den großen See Yssyk-Köl zu. Sein Lauf wendet sich, ohne diesen See zu erreichen bzw. zu durchfließen, unterhalb der Stadt Orto-Tokoi in Richtung Nordwesten und windet sich sodann durch die Boom-Schlucht zwischen den beiden Gebirgsketten des Kungej-Alatau (kirgisisch Күнгөй Ала-Тоо) und des Kirgisischen Alatau (kirgisisch Кыргыз Ала-Тоо) nach Kemin.
Mittellauf: Danach biegt er nach Westen um und wird auf 221 km Länge seiner 336 km Gesamtfließstrecke in Kirgisistan zum Grenzfluss zu Kasachstan. Er durchfließt die kirgisische Stadt Tokmok, von der die nicht vom Tschüi durchflossenen Städte Kant und Bischkek (kirgisische Hauptstadt) in Richtung Westen nur maximal 100 km entfernt sind. All diese und die nachfolgend erwähnten Städte liegen im 15 bis 100 km breiten und durch ausgiebige Bewässerung üppig bewachsenen bzw. ackerbaulich genutzten Tschüital, das sich in Richtung Nordwesten V-förmig öffnet. Unterhalb von Tokmok durchfließt der Tschüi unter anderem durch Qordai in nordwestlicher Richtung weiter. Nach dem Verlassen der gemeinsamen Grenze beider Staaten bei Kaynar verläuft er auf seiner Reststrecke nur noch auf kasachischem Gebiet, wobei er erst durch die Stadt Schu fließt.
Unterlauf: Anschließend trennt er die Wüste Mujunkum im Süden von der Hungersteppe im Norden, wonach er dann in der Depression Aschtschyköl versickert. Letzteres geschieht nur, wenn er in niederschlagsreichen Jahren genug Wasser führt und ihm außerdem nicht zu viel Wasser für Bewässerungszwecke entzogen wird; sonst versickert er bereits wesentlich früher.

## Wissenswertes
Der Tschüi, von dem der Name der nördlichsten Region Kirgisistans (Oblus Tschüi) abgeleitet wurde, gehört zu den vielen Flüssen, die den nördlichen Teil des Staats entwässern und in den Wüsten und Halbwüsten Kasachstans versickern oder verdunsten. Er ist neben anderen Flüssen des Staats und insbesondere nach dem nur auf kirgisischem Gebiet verlaufenden Naryn einer der längsten bzw. bedeutendsten Flüsse Kirgisistans. Die meisten Flüsse im nördlichen Teil des Landes werden durch Schnee und von Gletschern gespeist. Wegen der starken Gefälle in den hier bis 4875 m hohen Gebirgen werden hohe Fließgeschwindigkeiten bis 3 m/s erreicht, weswegen der Tschüi nicht zufriert.
Das Einzugsgebiet des Tschüi umfasst nur 60.800 km². Bei hohen Wasserständen im nur wenige Kilometer vom Tschüi-Oberlauf entfernten, an sich endorheischen See Yssyk-Köl konnte dessen Wasser dem Tschüi zufließen, was dessen Einzugsgebiet um knapp 16.000 km² vergrößerte. In der Gegenwart trennt eine unmittelbar westlich von Balyktschy und etwa 15 Meter oberhalb des Seespiegels gelegene Talwasserscheide die beiden Einzugsgebiete.
Das Gebiet am Fluss Tschüi war bis in die letzten Jahrzehnte des 20. Jahrhunderts die Heimat von ungefähr 100.000 Russlanddeutschen, von denen die große Mehrheit während des Zweiten Weltkriegs aus ihrer autonomen Republik an der Wolga zwangsweise umgesiedelt worden waren. Die meisten von ihnen siedelten nach dem Ende der Sowjetunion nach Deutschland über.